# سفارة روسيا البيضاء في ألمانيا
سفارة روسيا البيضاء في ألمانيا هي أرفع تمثيل دبلوماسي لدولة روسيا البيضاء لدى ألمانيا. تقع السفارة في برلين وهي تهدف لتعزيز المصالح البيلاروسية في ألمانيا.

## وصلات خارجية
- قائمة سفارات روسيا البيضاء
- قائمة السفارات في ألمانيا